# Вальдо Понсе
Вальдо Понсе (ісп. Waldo Ponce, нар. 12 квітня 1982, Лос-Андес) — чилійський футболіст, захисник клубу «Універсідад Консепсьйон».
Виступав, зокрема, за клуб «Велес Сарсфілд», а також національну збірну Чилі.

## Клубна кар'єра
Вальдо Понсе почав кар'єру в клубі «Універсідад де Чилі» в 2001 році. Там футболіст провів 3 сезони, після чого перейшов на правах оренди в німецький «Вольфсбург», за який провів лише 6 ігор за 6 місяців. Клуб мав право першочергового викупу контракту футболіста, але відмовився. Понсе повернувся в «Універсідад», де знову зайняв місце в основному складі команди. У 2005 році він вийшов з клубом у фінал Клаусури, а потім Апертури 2006, але в обох фінальних матчах «Універсідад» програв.
У 2008 році Понсе перейшов в аргентинський клуб «Велес Сарсфілд», який викупив 50 % прав на футболіста за 800 тис. доларів. У першому сезоні в клубі він більшу частину часу лікував травму. Після відходу з клубу Ернана Пельерано Понсе зміг завоювати місце в стартовому складу «Велеса». Потім гравець через травму поступився місцем в складі Ніколасу Отаменді. По відновленні Понсе був змушений грати на місці правого захисника, а потім опорного півзахисника.

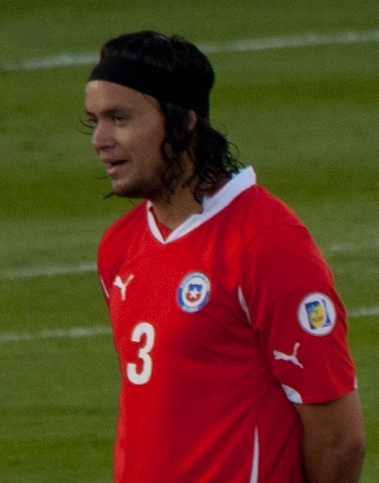

На початку 2010 року став гравцем клубу «О'Хіггінс», проте майже відразу у лютому 2010 року Понсе перейшов в «Універсідад Католіка» на правах оренди на 6 місяців. У серпні 2010 року Понсе був орендований іспанським «Расінгом» з Сантандера.
У січні 2011 року перейшов у «Крус Асуль», після чого 2012 року перейшов на правах оренди в «Універсідад де Чилі», проте через травму так і не зіграв жодного матчу. Незважаючи на це «Універсідад де Чилі» викупив контракт гравця.
До складу клубу «Універсідад де Консепсьйон» приєднався 2015 року. Відтоді встиг відіграти за консепсьйонську команду 6 матчів в національному чемпіонаті.

## Виступи за збірну
2005 року дебютував в офіційних матчах у складі національної збірної Чилі. У 2006 році він брав участь в її складі в Тихоокеанському кубку. Після приходу на пост головного тренера збірної Марсело Б'єлси Понсе став твердим гравцем основи національної команди. У відбіркових матчах чемпіонату світу Понсе забив гол, вразивши ворота Колумбії, що дозволило його команді вийти у фінальний турнір.
У складі збірної був учасником чемпіонату світу 2010 року у ПАР та розіграшу Кубка Америки 2011 року в Аргентині.
Всього провів у формі головної команди країни 42 матчі, забивши 4 голи.

## Досягнення
- Чемпіон Чилі: 2004 А, 2012 A, 2015 A
- Володар кубка Чилі: 2012/13, 2014/15
- Чемпіон Аргентини: 2009 (Клаусура)